# Tautobriga glaucopis
Tautobriga glaucopis là một loài bướm đêm trong họ Erebidae.